# إيدي تريتيل
إيدي تريتيل (بالهولندية: Eddy Treijtel)‏ (مواليد 28 مايو 1946) هو لاعب كرة قدم. يلعب مع منتخب هولندا لكرة القدم. سبق له أن لعب في كأس العالم لكرة القدم مع منتخب بلاده.

## روابط خارجية
- إيدي تريتيل على موقع الاتحاد الدولي (مؤرشف)  (الإنجليزية)
- إيدي تريتيل على موقع الاتحاد الأوربي (الإنجليزية)
- إيدي تريتيل على موقع قاعدة بيانات كرة القدم.إي يو (الإنجليزية)
- إيدي تريتيل على موقع ناشيونال فوتبول تيمز (الإنجليزية)
- إيدي تريتيل على موقع عالم كرة القدم.نت (الإنجليزية)